# Bradysia caldaria
Bradysia caldaria là một ruồi trong họ Sciaridae, thuộc chi Bradysia. Loài này được Linyner miêu tả khoa học đầu tiên năm 1895.